# Care.com
 Der er for få eller ingen kildehenvisninger i denne artikel, hvilket er et problem. Du kan hjælpe ved at angive troværdige kilder til de påstande, som fremføres i artiklen.

Care.com er et aktieselskab med hovedkvarter i Waltham, Massachusetts (lige udenfor Boston), der hjælper familier med at finde børnepasning, ældrepleje, handikaphjælp, lektiehjælp, kæledyrspasning og hjælp til de huslige opgaver. Care.com har 22 millioner brugere spredt over 19 lande , tiltrækker 6,4 millioner unikke besøgende hver måned og der bliver i gennemsnit oprettet et nyt jobopslag på siden hvert 30. sekund. Care.com har rejst 111 millioner USD i venturekapital og blev børsnoteret den 24. januar 2014..

## Historie
Sheila Lirio Marcelo kom på ideen til Care.com da hun havde svært ved at finde børnepasning til sit første barn.  Oveni dette fik hendes far et hjertetilfælde. Foruden problemerne med at finde børnepasning oplevede hun nu også problemer med at finde pleje til sin far. 
Da Care.com gik i luften i 2007 hjalp virksomheden medlemmer med at finde børnepassere, lektiehjælpere, kæledyrspassere og ældreplejere. Senere udvidede Care.com sig til også at omfatte handikaphjælp og hjælp til de huslige opgaver.  Før Care.com var Sheila Marcelo med til at starte siden Upromise og var vicepræsident og administrerende direktør af TheLadders.com.

## Brugen af siden
Er man på udkig efter børnepasning, ældrepleje, handikaphjælp, lektiehjælp, kæledyrspasning eller hjælp til de huslige opgaver skal man starte med at oprette en profil. Dernæst kan man oprette et jobopslag, der specificerer præcist det, man søger. Foruden dette, kan også søge blandt jobsøgende, der ligeledes har oprettet en profil på siden. For at kunne besvare henvendelser på jobopslag, samt kontakte de jobsøgere man selv har søgt sig frem til, skal man oprette et egentligt medlemskab.

## Vækst
Care.com gjorde indtog i Storbritannien i april 2012, og senere samme år blev der også ekspanderet til Canada.  I juli 2012 opkøbte Care.com det tyske ’Besser Betreut GmbH’ og ekspanderede derved til yderligere 15 lande, heriblandt Danmark og Sverige. 